# Supergrass
I Supergrass sono un gruppo rock alternativo britannico, originario di Oxford. La formazione della band comprende i fratelli Gaz e Rob Coombes (che prima risultava come "esterno" alla band pur collaborando con essa), Danny Goffey e Mick Quinn.

## Storia
I Supergrass hanno mosso i loro primi passi nella prima metà degli anni novanta, sull'onda del Britpop che in quegli anni dominava la scena musicale oltremanica. 
Il nucleo della band, composto da Gaz Coombes (voce, chitarra) e Danny Goffey (batteria), ai tempi poco più che adolescenti, faceva parte di un altro gruppo indie, The Jennifers. Dopo aver conosciuto Mick Quinn (basso, cori) ed averlo invitato a suonare con loro, nasce il progetto Supergrass. Alla band si unisce anche Rob Coombes (tastiere).
Il primo singolo del gruppo è Caught by the Fuzz, pubblicato nell'estate del 1994 per l'etichetta indipendente Backbeat. Immediatamente firmano un contratto con la Parlophone, che ripubblica il singolo nell'autunno dello stesso anno. Mansize Rooster, il secondo singolo dei Supergrass, fu pubblicato nella primavera del 1995 e raggiunse la Top 20 dei singoli più venduti in Gran Bretagna. Anche Lenny, il terzo singolo che uscì subito prima della pubblicazione del primo album dei Supergrass finì nella Top 20. Il disco d'esordio I Should Coco (maggio 1995) raggiunge quindi il primo posto nella Official Albums Chart. Il disco ottiene un ottimo successo in Gran Bretagna e la fama della band continuò a crescere nei mesi seguenti. Il doppio singolo Alright/Time, infatti, raggiunse il numero due in classifica e portò l'album alla posizione numero uno. Tre mesi dopo I Should Coco uscì negli Stati Uniti e Caught by the Fuzz iniziò a essere trasmesso in radio e TV.
L'acclamato In It for the Money (#2 UK Albums Chart), secondo album della band, viene pubblicato nell'aprile 1997 e viene registrato con John Cornfield. Il singolo di lancio per questo lavoro è Richard III, seguito da Sun Hits the Sky e Late in the Day.
Nel 1999 viene pubblicato il singolo Pumping on Your Stereo, accompagnato da un video promozionale, che vede il gruppo immortalato nei corpi dei Muppets. Il singolo precede il quarto album, l'eponimo Supergrass, che viene pubblicato nel settembre 1999 dalla Parlophone e che raggiunge il terzo posto nella classifica inglese. Nel frattempo viene diffuso il singolo Mary.
Dopo circa tre anni il gruppo ritorna con Life on Other Planets (settembre 2002), album prodotto da Tony Hoffer (collaboratore di Beck). Il disco raggiunge il nono posto in classifiche nel Regno Unito.
Nel giugno 2004 la band pubblica una raccolta di singoli chiamata Supergrass Is 10 (dove 10 sta per i dieci anni di carriera del gruppo), in cui vengono inseriti due nuovi brani: Kiss of Life e Bullit. Inoltre viene diffuso un DVD.
Le registrazioni del quinto album in studio cominciano in Francia, dove il gruppo lavora con Pierre-Olivier Margerand. Il primo singolo St. Peterburg viene pubblicato nell'agosto 2005, pochi giorni prima dell'album Road to Rouen (Rouen è la città francese dove il disco è stato registrato, ma è anche un riferimento all'album Road to Ruin dei Ramones). Alla pubblicazione dell'album viene fatto seguire un tour che tocca Europa, Giappone, Nord e Sud America e Cina.
L'album seguente, Diamond Hoo Ha viene registrato a Berlino con il produttore Nick Launey e viene messo in commercio nel marzo 2008. Poco dopo la diffusione dei singoli estratti dall'album (la "title track", seguita da Bad Blood e Rebel in You) la Parlophone annuncia la fine del contratto con il gruppo.
Nell'aprile 2010 viene annunciato lo scioglimento della band, che era tuttavia al lavoro con del nuovo materiale. Non viene però resa notizia riguardo alla pubblicazione di questo nuovo materiale.
L'ultimo concerto viene tenuto a Parigi nel giugno 2010.
Nel 2019 si sono riuniti per un tour.

## Dopo lo scioglimento
Nel 2010 parte il progetto Hot Rats, gestito da Gaz e Goffey, a cui collabora Nigel Godrich. Viene quindi realizzato Turns Ons, disco che rielabora attraverso cover gloriose canzoni anglosassoni.
Gaz Coombes debutta da solista nella primavera del 2012 con Here Come the Bombs.

## Discografia

### Album in studio
- 1995 – I Should Coco
- 1997 – In It for the Money
- 1999 – Supergrass
- 2002 – Life on Other Planets
- 2005 – Road to Rouen
- 2008 – Diamond Hoo Ha

### Raccolte
- 2004 – Supergrass Is 10

### Singoli
- 1994 – Caught By The Fuzz
- 1994 – Mansize Rooster
- 1995 – Lose It
- 1995 – Lenny
- 1995 – Alright/Time
- 1996 – Going Out
- 1997 – Richard III
- 1997 – Sun Hits The Sky
- 1997 – Late In the Day
- 1999 – Pumping On Your Stereo
- 1999 – Moving
- 1999 – Mary
- 2002 – Never Done Nothing Like That Before
- 2003 – Grace
- 2003 – Seen The Light
- 2003 – Rush Hour Soul
- 2004 – Kiss of Life
- 2005 – St. Petersburg
- 2005 – Low C
- 2005 – Fin
- 2008 – Bad Blood
- 2008 – Rebel in You

## Videografia
- Supergrass Is 10 (2004)